# ラフィク・ヨセフ
ラフィク・モハメド・ヨセフ（Rafik Mohamad Yousef、1974年 - 2015年9月17日）は、イラク人のイスラム過激派テロリスト。ラフィク・Yの名でも知られる。
2004年、ドイツ・ベルリンを訪問中のイヤード・アッラーウィーイラク首相の暗殺を試みる。同年12月、ヨセフと共謀犯2名が逮捕される。
2008年、イラク元首相を襲撃する計画を立てたことにより懲役8年の刑を下される。このときアルカイダと関係あるテロ組織に属していた。
2013年、釈放される。
2015年9月17日、ラフィクはベルリンのシュパンダウ区でナイフを持って暴れているのを発見され、通報で駆け付けた女性警察官が車から降りたところ、ナイフで襲い掛かり、首に重傷を負わせた。ヨセフは女性警察官と行動を共にしていた警察官によって直ちに射殺された。
ヨセフは41歳であった。